# Пітер Пен
Петер Пен (англ. Peter Pan) — персонаж книг шотландського письменника сера Джеймса Баррі.

## Історія появи
Вперше з'явився в романі для дорослих «Маленька біла пташка» (The Little White Bird), яка була видана 1902 року. 1904 року була поставлена п'єса «Пітер Пен» (Peter Pan), яка пізніше була розширена в роман «Пітер Пен і Венді» (Peter Pan and Wendy) та видана 1911 року, пізніше були перевидання з назвою «Пітер Пен».
Оскільки п'єса здобула велику популярність, видавці Баррі перевидали «Маленьку білу пташку» без глав 13-18 у 1906 році під назвою «Пітер Пен у Кенсінгтонських садах» (Peter Pan in the Kensington Gardens), яка і стала найвідомішою книгою про Пітера Пена.

## Опис
Пітер Пен — хлопчик, який не хоче дорослішати. Він втік з дому та полетів у Кенсінгтонські сади (знаходяться у Лондоні), де познайомився з феями. Пізніше він став жити на острові Небувалія (Neverland) в компанії хлопчиків, які загубилися у Кенсінгтонських садах. В нього є власна фея Дзінь-Дзінь (англ. Tinker bell). Його лютий ворог — капітан Гак, якого звуть так відтоді, як крокодил проковтнув його руку, замість якої довелося приладнати залізний гак. М'ясо так сподобалось тварині, що вона постійно чекала слушної нагоди з'їсти решту пірата. Разом з рукою крокодил проковтнув годинник Гака, через що капітан піратів завжди знав, коли загроза близько, і тікав якнайдалі. 
Пітер Пен завжди залишається хлопчиком, не дорослішає, має молочні зуби, які не випадають. Він уміє літати, і може навчити літати будь-яку дитину.

## Екранізації
Історії про Пітера Пена неодноразово екранізувалися.
Найбільш відомим є однойменний мультик студії Walt Disney Pictures, що вийшов 1953 року. 2002 року вийшло продовження «Пітер Пен: повернення у Небувалію». Фільм 1991 року «Капітан Гак» мав номінації на Оскар. Також 1987 вийшов радянський однойменний фільм на студії «Беларусьфильм». Відомою екранізацією є фільм студії Universal Pictures спільного виробництва США, Великої Британії та Австралії, що вийшов 2003 року. 2010 року був знятий мінісеріал "Неверленд", який подав глядачеві альтернативну версію про Пітера Пена. Також цей персонаж фігурував у третьому сезоні серіалу "Якось у казці", де йому було відведено місце головного антагоніста. .

## Видання українською мовою
Пітер Пен / переклад Олександра Гончара. - К. : Знання, 2014. - ISBN 978-617-07-0181-7

## Галерея пам'ятників
Налічується щонайменше сім пам'ятників Пітеру Пену в різних країнах світу в Європі, Америці та Океанії.

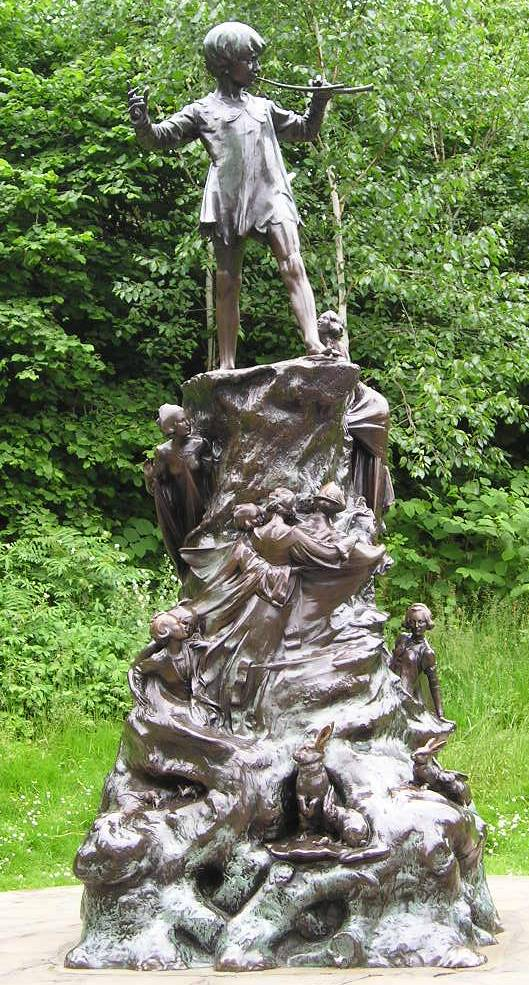
Кенсінгтонські сади, Лондон, Англія
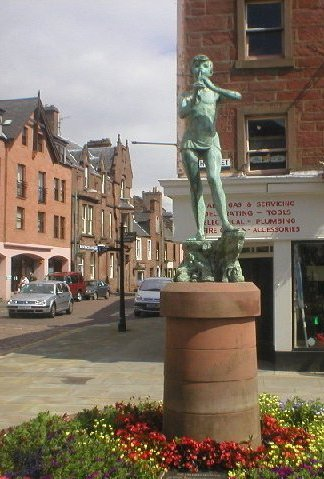
Кірім'юр, Шотландія
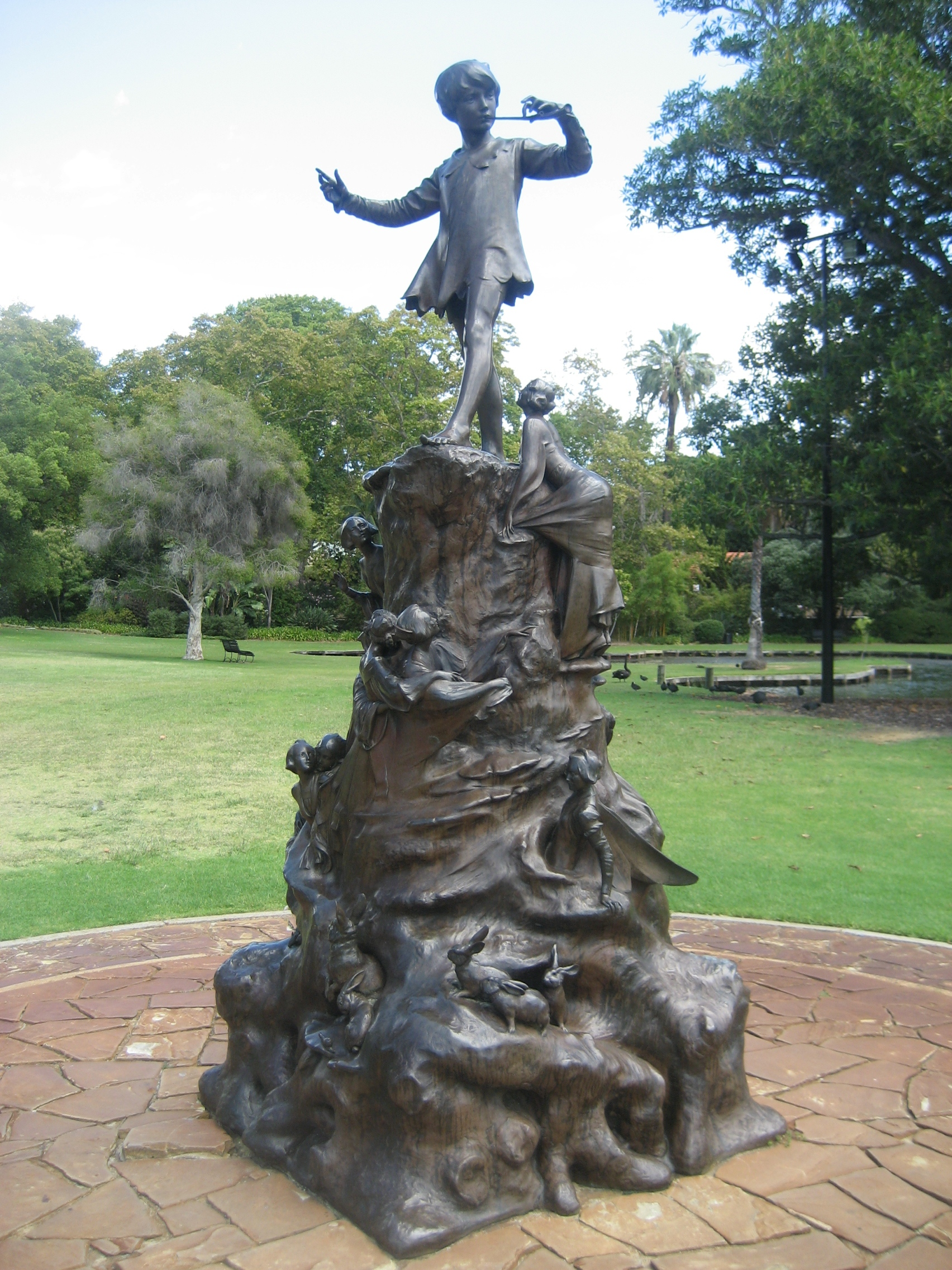
Перт, Австралія
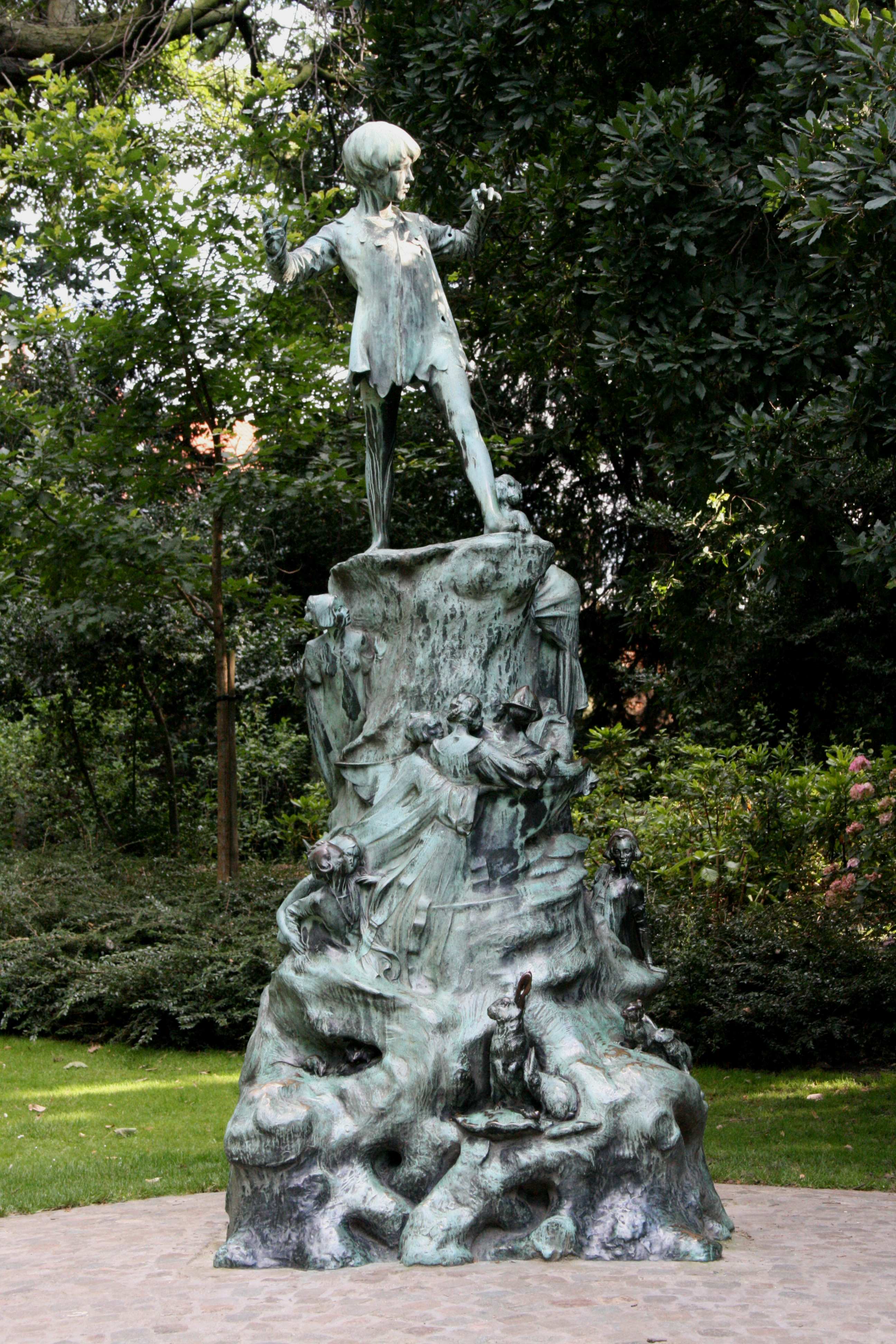
Брюссель, Бельгія
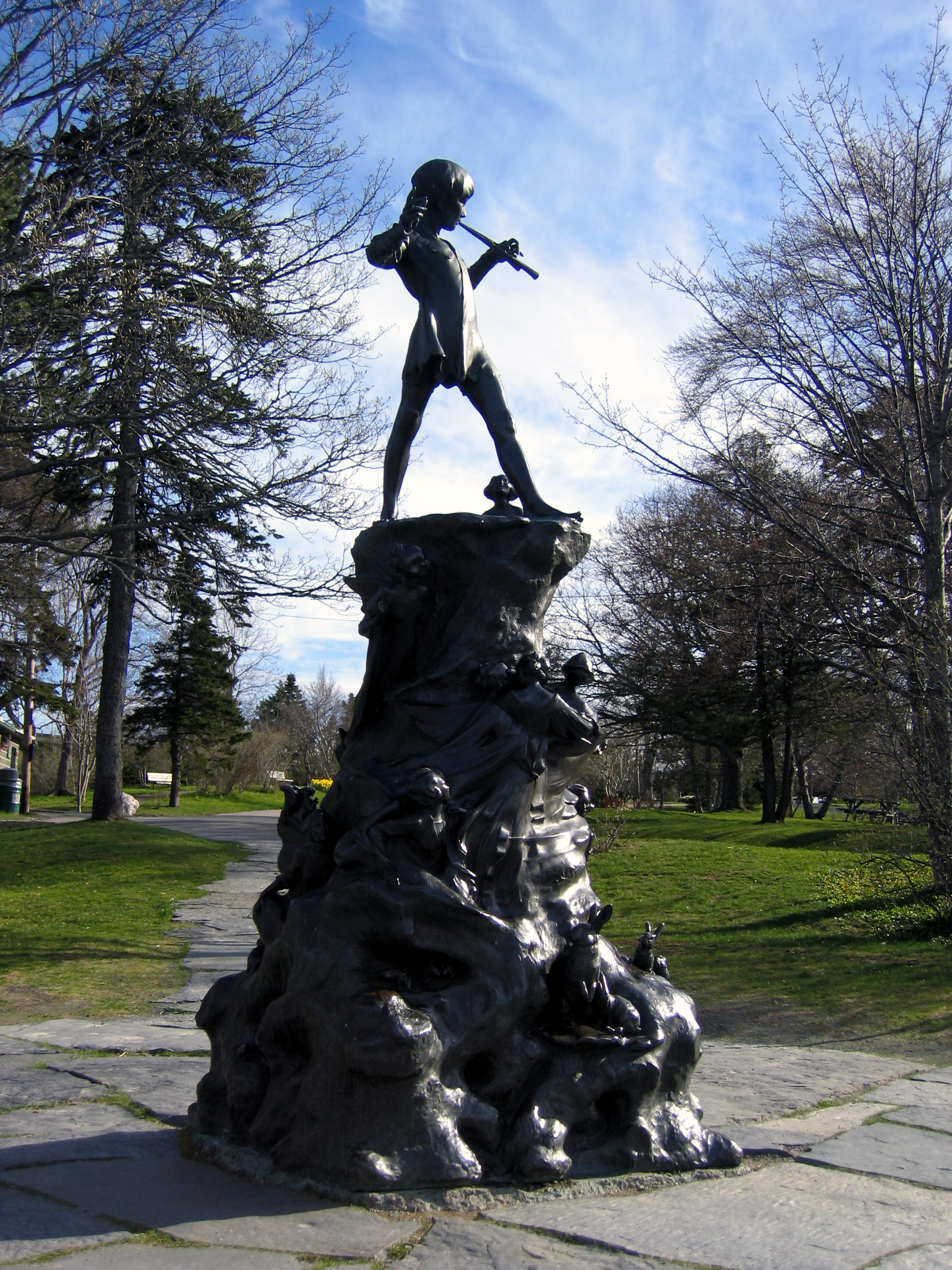
Сент-Джонс, Канада
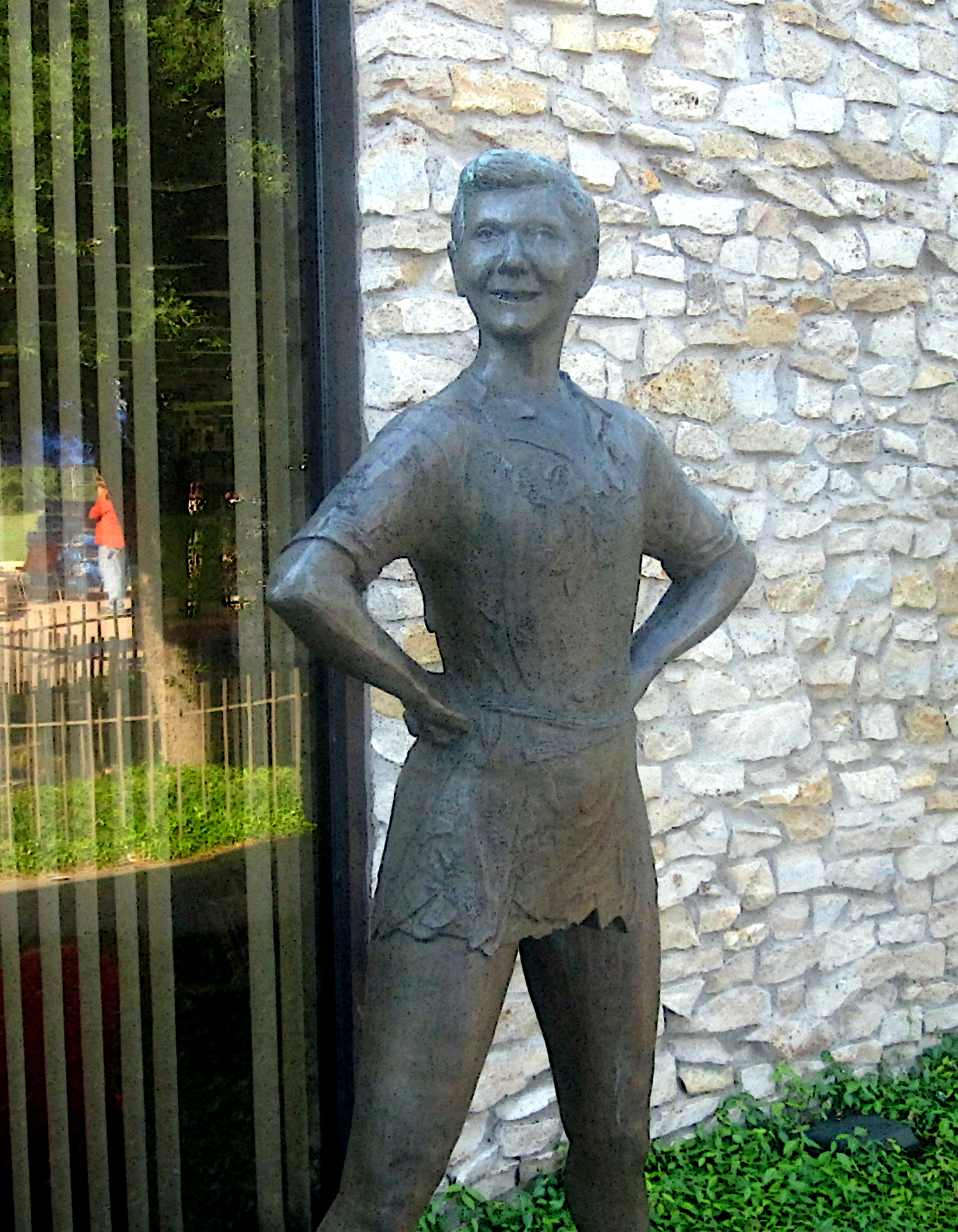
Везерфорд, штат Техас, США
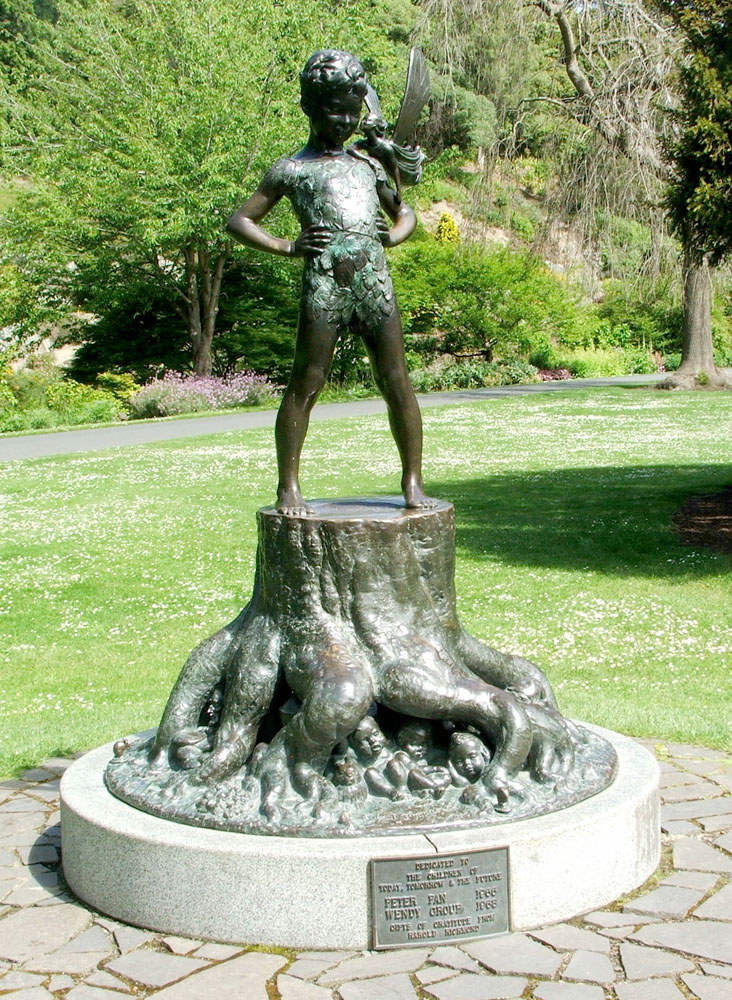
Данідін, Нова Зеландія